# تئودریک یکم
تئودریک یکم (زادهٔ پیرامون ۴۸۵ – درگذشتهٔ ۵۳۳ یا ۵۳۴) از دودمان مروونژی و پادشاه متز، رنس یا به‌عبارت دیگر اوسترازیا از ۵۱۱ تا ۵۳۳ یا ۵۳۴ بود.

## زندگی‌نامه
تئودریک پسر کلوویس یکم بود. وی فرزند یکی از نخستین همسران یا معشوقه‌های کلوویس یکم بود. کلوویس در سال ۵۱۱ درگذشت و بنا بر سنت فرانک‌های سالی، قلمرو او باید بین چهار پسرش تقسیم می‌شد. پس پاریس به شیلدبرت یکم، اورلئان به کلودومر، سوآسون به کلوتار یکم و متز به تئودریک رسید. تئودریک یکم در آغازین سال‌های حکومت خود پسرش تئودبرت را به نبرد با هایگلاک، پادشاه اسکاندیناوی که به قلمرو او تجاوز کرده‌بود فرستاد. تئودبرت در این جنگ هایگلاک را شکست داده و او را کشت.
تئودریک همچنین درگیر جنگی شد که بین هرمینافرید، پادشاه تورینگی‌ها و بادریک، تنها برادر زندهٔ هرمینافرید روی داده‌بود. بنا بر توافق صورت‌گرفته بین بادریک و تئودریک یکم، او در صورت کمک به بادریک نیمی از قلمرو پادشاهی او را به‌دست می‌آورد. با وجود این بادریک در جنگ شکست خورده و کشته شد و چیزی از زمین‌های وعده داده‌شده به تئودریک نرسید.
هر چهار پسر کلوویس سپس وارد جنگ با سیگیسموند و گودومار، پادشاهان بورگوندی‌ها شدند. با مشخص‌شدن برتری پسران کلوویس، گودومار گریخت و سیگیسموند به اسارت کلودومر درآمد. تئودریک سپس با سواوگوتا، دختر سیگیسموند ازدواج کرد. از سوی دیگر گودومار با دوباره گرد هم آوردن ارتش بورگوندی توانست قلمرو خود را بازپس گیرد، اما کلودومر به او حمله کرده و با کمک تئودریک توانست گودومار را شکست دهد هرچند که مرگ خودش نیز در این نبرد رقم خورد.
تئودریک سپس همراه با بردارش کلوتار و پسرش و به‌منظور گرفتن انتقام خود از هرمینافرید به تورینگیا یورش برد. این حمله با فتح تورینگیا به پایان رسید و کلوتار رادگوند، دختر شاه برتار (برادر درگذشتهٔ هرمینافرید) را برای خود گرفت.
تئودریک در ۵۳۳ یا ۵۳۴ و پس از امضای عهدنامه‌ای با برادرش شیلدبرت درگذشت و تاج و تخت متز، علی‌رغم آنکه به‌نظر می‌رسید مورد تصاحب دیگران قرار گیرد بدون مانعی به تئودبرت، پسر تئودریک رسید. تئودریک همچنین صاحب دختری به‌نام تئودشیلد از همسرش سواوگوتا بود که این دختر بعدتر صومعهٔ سن پیر لوویف را در سن بنیاد نهاد.